# La Cité des âmes perdues
Pour plus de détails, voir Fiche technique et Distribution.
La Cité des âmes perdues (漂流街 THE HAZARD CITY, Hyōryū-gai) est un film japonais réalisé par Takashi Miike, sorti le 15 septembre 2000.

## Synopsis
Au Japon, un Brésilien fait évader une Chinoise dont il est amoureux. Pour pouvoir payer de faux papiers, il organise avec deux autres personnes un braquage, mais au lieu de récupérer une valise pleine d'argent, ils n'obtiennent qu'une mallette pleine de drogue.

## Fiche technique
- Titre français : La Cité des âmes perdues[1]
- Titre original : 漂流街 THE HAZARD CITY (Hyôryû-gai)
- Réalisation : Takashi Miike
- Scénario : Ichiro Ryu, d'après le roman de Hase Seishū
- Production : Kazunari Hashiguchi, Toshiki Kimura et Yasuyoshi Tokuma
- Musique : Kōji Endō
- Photographie : Naosuke Imaizumi
- Montage : Yasushi Shimamura
- Pays d'origine : Japon
- Format : Couleurs - 1,85:1 - Dolby Digital - 35 mm
- Genre : Action, drame
- Durée : 103 minutes
- Dates de sortie : 
  - Canada : 15 septembre 2000 (festival du film de Toronto)
  - Japon : 11 novembre 2000
  - France : 25 août 2001

## Distribution
- Teah : Mario
- Michelle Reis : Kei
- Patricia Manterola : Lucia
- Mitsuhiro Oikawa : Ko
- Koji Kikkawa : Fushimi
- Anatoli Krasnov : Khodoloskii
- Sebastian DeVicente : Rikardo
- Terence Yin : Riku
- Atsushi Okuno : Carlos
- Akira Emoto : Kuwata
- Eugene Nomura : Yamazaki
- Marcio Rosario : Sanchez
- Ryuushi Mizukami : Ide

## Analyse